# Horia Colibășanu
Horia Colibășanu (Timişoara, Romania, 4 gener 1977) és un alpinista romanès. És el primer romanès que ha coronat el K2, el Manaslu, el Dhaulagiri i l'Annapurna. L'any 2009 va rebre el premi "Spirit of Mountaineering" pel seu esforç en l'operació de rescat d'Iñaki Otxoa de Olza.

## Ascensions a cims de més de 8000 metres
- 2004: K2 (8.611 m) – primer romanès en coronar-lo sense oxigen suplementari.[2][3]
- 2006: Manaslu (8.163 m) – primer romanès en coronar-lo, sense oxigen suplementari.[4]
- 2007: Dhaulagiri (8.167 m) – primer romanès en coronar-lo, sense oxigen suplementari.[5]
- 2009: Shishapangma Cimera Central (8.013 m) - sense oxigen suplementari.[6]
- 2010: Annapurna (8.091 m) - primer romanès en coronar-lo, sense oxigen suplementari.[7]
- 2011: Makalu (8.481 m) - sense oxigen suplementari.[8]
- 2013: Lhotse (8516 m) - primer romanès en coronar-lo, sense oxigen suplementari.[8]
- 2017: Everest (8.848 m) - sense oxigen suplementari.[9]

## Altres ascensions destacades
- 1998: Gumachi (3.805 m), Elbrus (5.648 m)
- 1999: Khan Tengri (7.010 m)
- 2002: Elbrus (5.648 m)
- 2003: Matterhorn (4.462 m) – via de l'aresta del Lleó – Itàlia